# Gedachte van Norea
De  Gedachte van Norea is een gnostisch geschrift, dat in een Koptische vertaling onderdeel was van de vondst van de Nag Hammadigeschriften in 1945. Er moet een oorspronkelijk Griekse tekst zijn geweest, maar daar is nooit iets van gevonden. Het geschrift is met slechts vijfentwintig regels een van de kortste van de bij Nag Hammadi gevonden teksten. 
Het handschrift kent zelf geen titel. De huidige titel is ontleend aan een passage aan het eind van het geschrift. Adamas, dat is Hij die in alle Adams is, bezit de gedachte van Norea. De meeste auteurs op het vakgebied plaatsen het ontstaan van de tekst binnen de gnostische stroming die aangeduid wordt als het sethianisme. De oorspronkelijke Griekse tekst moet rond het jaar 200 geschreven zijn. 

## Essentie van de inhoud
De figuur Norea wordt vaak in de gnostische literatuur beschreven. In die teksten kan zij de dochter van Adam en Eva zijn, de vrouw of zuster van Seth of de echtgenote van Noach. Een aantal auteurs op het vakgebied heeft de opvatting, dat de naam en rol van Norea ontleend moet zijn aan voorchristelijke, joodse legendes, zoals vermeld in  Genesis 4.22  over  Naama, de dochter van Lamech en zuster van Tubal-Kaïn. De oorspronkelijke vorm van haar naam zou dan Horaia zijn geweest. Dat is ook de naam die Epiphanius van Salamis (ca. 310- 403) in het hoofdstuk tegen de sethianen in zijn geschrift  Panarion aan de vrouw van Seth geeft.  
In het Wezen van de Wereldheersers heeft Noach een verbond gesloten met de zoon van de demiurg. Norea, die in dit verhaal de dochter van Eva is, wordt de toegang tot de ark geweigerd en steekt die uiteindelijk in brand. Hierna wordt zij verkracht door de archonten, smeekt om hulp aan het pleroma, de goddelijke wereld, en wordt uiteindelijk verlost. 
In de  Gedachte van Norea  heeft Norea meer een rol die lijkt op de figuur van Sophia|Wijsheid in de diverse gnostische scheppingsverhalen. Hoewel de oorzaak in het handschrift niet genoemd wordt, is het duidelijk dat zij uit het pleroma is gevallen. Zij smeekt de machten in het pleroma om hulp, die zij ook zal ontvangen. In het laatste deel van de tekst staat  Er zal een tijd komen, dat zij tot het pleroma in zal gaan en niet langer in het tekort (de aardse wereld) zal verkeren. Zij heeft immers vier heilige helpers die haar voorspraak zijn bij de Vader van het Al. De vier helpers worden niet met naam benoemd, maar in andere gnostische teksten zijn dat altijd Harmozel, Oroiael, Daveithe en Eleleth. 